# Ercole Felice Montani
Ercole Felice Montani (Terni, 25 settembre 1884 – Terni, 15 maggio 1956) è stato un politico italiano, Sindaco di Terni dal 1926 al 1927.

## Biografia
Proveniente dalla facoltosa borghesia cittadina, con notevoli proprietà terriere nelle campagne intorno a Terni, e strettamente imparentato con molte famiglie nobili di Terni, Ercole Felice Montani era figlio di Montano Montani e della nobile Teresa Caraciotti, esponente di una delle più antiche famiglie ternane. Dopo un primo matrimonio nel 1922 con la nobile ternana Giuseppina Setacci, nipote del sindaco  di Terni Pietro Setacci, rimasto vedovo, sposò in seconde nozze Maria Teresa Seganti. Dopo la laurea si dedicò a molteplici attività pubbliche ed alla gestione della propria azienda agricola. Con la legge del 4 febbraio 1926 si riformarono le amministrazioni locali, che dall'anno seguente videro sostituita la figura del Sindaco, in vigore dal 1860, con la figura del Podestà. Il Montani fu ultimo sindaco di Terni per un breve periodo dal 1925 al 1926, prima della riforma fascista che portò alla istituzione della figura del Podestà e ricoprì anche la carica di presidente della Cassa di Risparmio di Terni. Montani, come esponente della borghesia agraria liberale, fu strumentale al Partito Fascista nella presa del potere in ambito locale: come a livello nazione, in molte città italiane il Fascismo si appoggiò inizialmente alla borghesia agraria, non necessariamente fascista, per poi liberarsene negli anni trenta con l'abolizione del regime democratico. Sotto la sua sindacatura la città di Terni divenne capoluogo di Provincia. Più volte consigliere comunale nella prima metà del Novecento nelle liste liberali, era di posizioni clericali e monarchiche, abbandonando la politica con la presa di potere del Fascismo.